# Kazimierz Michałowski
Kazimierz Józef Marian Michałowski (14. listopadu 1901 Ternopil – 1. ledna 1981 Varšava) byl polský archeolog a egyptolog.
V letech 1937–1939 se podílel na francouzském výzkumu v Edfú. Po druhé světové válce se významným způsobem podílel na obnově vědeckého života v Polsku. Vedl vykopávky na řadě míst v Egyptě a Núbii, např. v Hutheribu, Dér el-Bahrí či ve Farasu. V letech 1963–1971 vedl mezinárodní výbor odborníků na záchranu chrámů v Abú Simbelu.

## Vyznamenání

### Polská vyznamenání
- komtur Řádu znovuzrozeného Polska – 29. října 1947 – za zásluhy při záchraně děl polské kultury[1]
- zlatý Kříž za zásluhy – 1951[2]
- Řád budovatelů lidového Polska – 21. července 1977[3]
- stříbrný kříž Řádu Virtuti Militaria
- Řád praporu práce I. třídy

### Zahraniční vyznamenání
- velkodůstojník Řádu Leopoldova – Belgie
- velkodůstojník Řádu republiky – Egypt
- důstojník Řádu čestné legie – Francie
- komandér Řádu čestné legie – Francie
- komtur Řádu italské koruny – Italské království
- komtur Řádu Fénixe – Řecké království
- Řád za občanské zásluhy I. třídy – Sýrie